# Stefan Przybylik

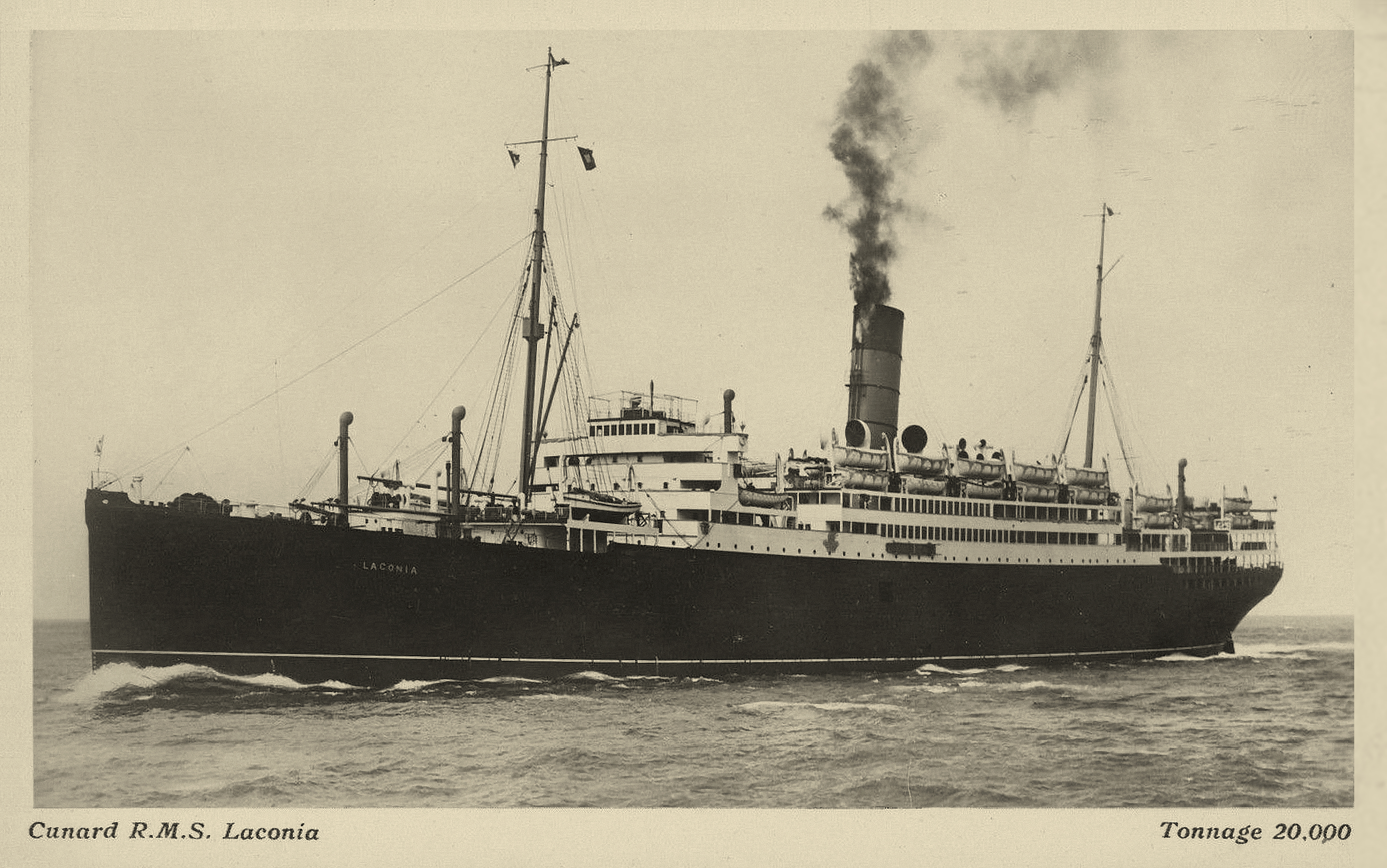
RMS „Laconia”

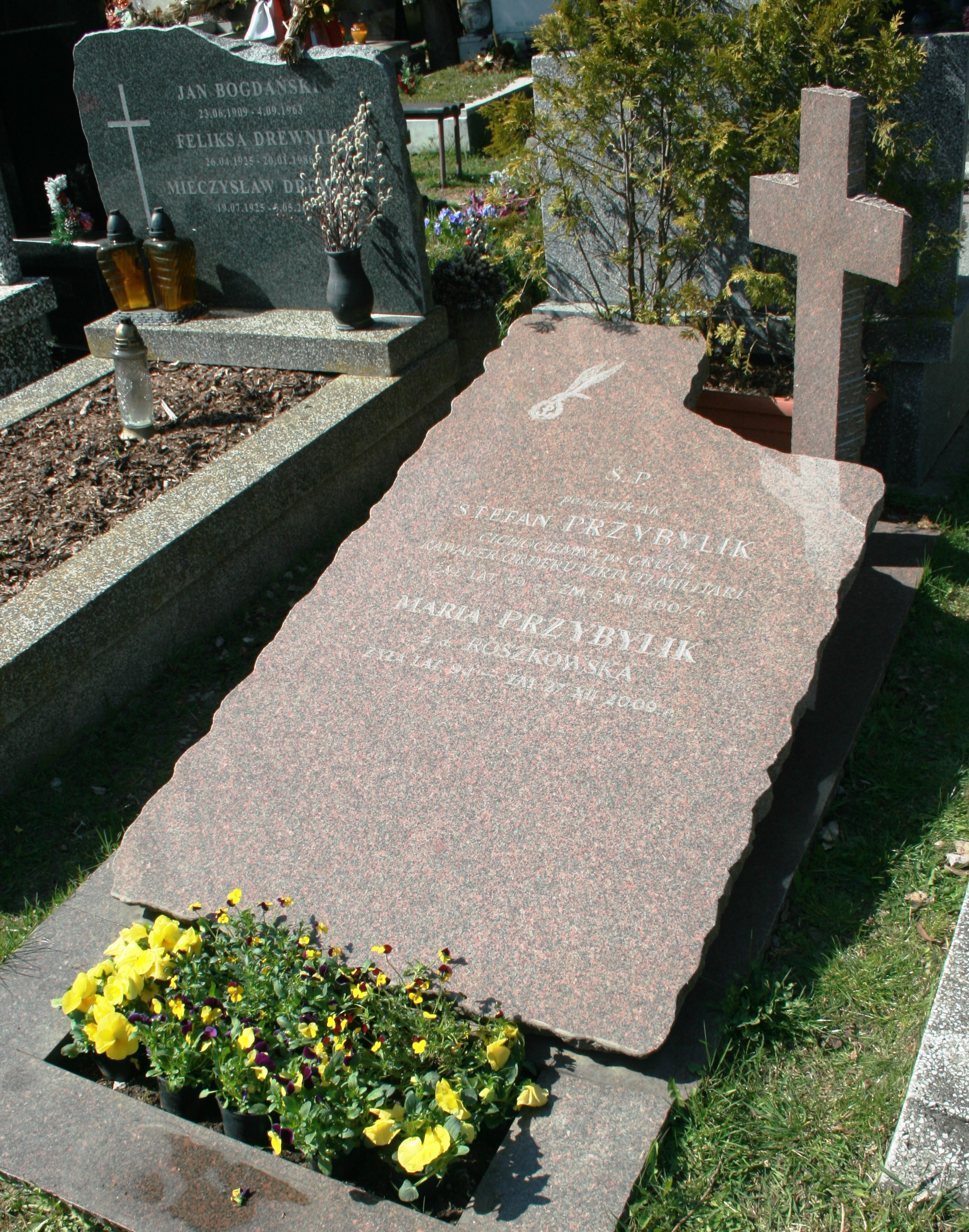
Grób Stefana i Marii Przybylików na Cmentarzu Wojskowym na Powązkach w Warszawie

Stefan Przybylik vel Stefan Przygodzki ps.: Gruch, Fonja (ur. 2 września 1918 w Kidowie, zm. 5 grudnia 2007 w Zakopanem) – żołnierz Armii Andersa i Polskich Sił Zbrojnych, oficer Armii Krajowej, kapitan łączności, więzień sowieckich łagrów, cichociemny. Znajomość języków: rosyjski, niemiecki. Zwykły Znak Spadochronowy nr 2658, Bojowy Znak Spadochronowy nr 1650.

## Życiorys
Ukończył szkołę powszechną w Michałkowie i Państwową Szkołę Przemysłową w Bielsku, gdzie zdał maturę w 1939 roku i rozpoczął pracę w Walcowni Metali Kolorowych w Dziedzicach.
We wrześniu 1939 roku (do 7 września) pracował w Junackich Hufcach Pracy przy maskowaniu betonowych umocnień wojskowych nad Narwią. 17 września został rozbrojony przez wojska radzieckie w Konikówce, wzięty do niewoli, z której po 2 dniach udało mu się uciec i zbiec do Stanisławowa. Został ponownie aresztowany 17 października 1939 roku na stacji kolejowej Żeniec przez sowiecką straż graniczną w drodze do granicy polsko-węgierskiej. Osadzono go w więzieniu w Stanisławowie, skazano na 5 lat łagrów i zesłano do Workuty w okolicach Komi. Dotarł tam przez Archangielsk, Morze Białe, barką do ujścia Peczory, później 140-kilometrowym marszem. Od 15 czerwca 1940 roku przebywał w rej. Teguldet (Tomska obłast.), od października do listopada 1940 roku – w Katta-Kurgun, od grudnia 1941 do stycznia 1942 roku – w kołchozie „Kines” (Szandlerskij rej., Kazachstan).
28 września 1941 roku został zwolniony po układzie Sikorski-Majski, 20 lutego 1942 roku w Czok-Pak wstąpił do Armii Andersa. 7 marca 1942 roku został przydzielony do 8 baonu saperów 8 Dywizji Piechoty. Od 25 kwietnia był w 1 kompanii szkoły podchorążych. Został ewakuowany, 30 kwietnia przekroczył granicę persko-iracką, 4 czerwca dotarł do Suezu, następnie od 6 czerwca 1942 płynął na pokładzie m/s „Mauretania” wraz z ok. 5 tys. Polakami 8 Dywizji Pancernej. 16 czerwca zawinął do Durbanu, a 19 czerwca 1942 roku do Pietermaritzburga (Afryka Południowa).
Od 23 sierpnia 1942 roku był w składzie eskorty 1800 włoskich więźniów do Wielkiej Brytanii na pokładzie statku „Laconia”. 12 września statek został storpedowany przez niemiecki okręt podwodny U-156, w wyniku czego zginęło lub utonęło 2140 osób, w tym 31 polskich żołnierzy. Po 5 dniach dryfowania w szalupie 17 września podjęty przez francuski krążownik „Gloire”. Od 25 września 1942 roku był internowany w Qued Zem (Maroko). 11 listopada 1942 roku – po zajęciu Maroka przez wojska alianckie – został uwolniony, od 27 listopada na pokładzie „Bacha – Quero”, 29 listopada dotarł do Gibraltaru. Od 30 listopada na pokładzie liniowca „Strathaird”, w eskorcie dopłynął 6 grudnia 1942 roku do Szkocji.
Zgłosił się do służby w kraju. Został przydzielony do Sekcji Dyspozycyjnej Sztabu Naczelnego Wodza. Przeszkolony ze specjalnością w dywersji oraz radiotelegrafii na kursach specjalnych dla kandydatów na cichociemnych, m.in. dywersyjno-strzeleckim (STS 25, Inverlochy), łączności (Ośrodek Wyszkoleniowy Sekcji Dyspozycyjnej Oddziału VI Sztabu Naczelnego Wodza), spadochronowym, walki konspiracyjnej, odprawowym (STS 43, Audley End), i in. Został zaprzysiężony 19 stycznia 1944 roku w Chicheley przez szefa Oddziału VI (Specjalnego) Sztabu Naczelnego Wodza i przerzucony na stację wyczekiwania Głównej Bazy Przerzutowej w Latiano nieopodal Brindisi we Włoszech.
Skoczył ze spadochronem do okupowanej Polski w nocy 17/18 października 1944 roku w ramach operacji lotniczej „Poldek 1” dowodzonej przez por. naw. Stanisława Kleybora, z samolotu Liberator KH-151 „S” (1586 Eskadra PAF). Start z lotniska Campo Casale, zrzut na placówkę odbiorczą „Newa” 611 (kryptonim polski, brytyjskie oznaczenie numerowe pinpoints), w okolicach miejscowości Tomawa, Żerechowa-Kolonia, 19 km na południowy wschód od stacji kolejowej Piotrków Trybunalski. Razem z nim skoczyli: mjr Jerzy Emir-Hassan ps. Turek 2, ppłk Leopold Krizar ps. Czeremosz, kpr. Aleksander Makagonow ps. Wschód, por. Bruno Nadolczak ps. Piast, płk Roman Rudkowski ps. Rudy. Podczas skoku wskutek nieotwarcia spadochronu, w okolicy miejscowości: Sokołów, Dziebałtów (gmina Końskie) zginął Leopold Krizar ps. Czeremosz, został tam pochowany.
Po aklimatyzacji do realiów okupacyjnych przydzielony do Podokręgu Piotrków AK jako dowódca plutonu łączności 25 Pułku Piechoty AK. Brał udział w wielu walkach z Niemcami. Od stycznia 1945 roku był przydzielony do Komendy Głównej AK działającej wtedy w Częstochowie. W czasie przygotowań do przenosin 7 stycznia został aresztowany przez Gestapo w Piotrkowie Trybunalskim. Po przesłuchaniach został 17 stycznia 1945 roku wysłany transportem do więzienia w Radogoszczu. Podczas bombardowania transportu 19 stycznia uciekł w rejonie miejscowości Gałkówek.
Po odtworzeniu kontaktów podjął działalność w NIE i Delegaturze Sił Zbrojnych na Kraj. 5 albo 6 czerwca 1945 roku podczas nadawania depeszy na radiostacji został aresztowany przez Wojewódzki Urząd Bezpieczeństwa Publicznego w Łodzi. Więziony do 4 października 1945 roku, uniewinniony przez Wojskowy Sąd Okręgowy w Łodzi. 17 października ujawnił się jako żołnierz AK. Pozostawał w zainteresowaniu Urzędu Bezpieczeństwa i Służby Bezpieczeństwa do roku 1988.
Wyjechał do Katowic, w latach 1945–1947 podjął tam studia w Wyższym Studium Nauk Społeczno-Gospodarczych, w marcu 1946 roku podjął pracę jako referent w Centrali Zbytu Stali „Centrostal”. W 1948 roku ze względu na zły stan zdrowia (gruźlica) przeniósł się do Zakopanego, gdzie osiadł na stałe. Od stycznia 1948 roku był kierownikiem domu wczasowego FWP „Bristol”, od kwietnia 1951 roku – intendentem Sanatorium Torakochirurgicznego, następnie kierownikiem w Sanatorium Profilaktycznym „Diana”. Od maja 1954 roku był zastępca dyrektora ds. ekonomicznych w Specjalistycznym Zespole Rehabilitacyjno-Ortopedycznym dla Dzieci i Młodzieży. Z początkiem 1980 roku przeszedł na emeryturę. Do lutego 1986 roku pracował jako st. referent ds. technicznych w Zespole Opieki Zdrowotnej.
Od roku 1948 był w zainteresowaniu Miejskiego Urzędu Bezpieczeństwa Publicznego w Zakopanem, od 1954 roku – w zainteresowaniu operacyjnym zakopiańskiego Urzędu Bezpieczeństwa oraz Głównego Zarządu Informacji MON. Od czerwca 1956 do lutego 1958 roku Wojewódzki Urząd ds. Bezpieczeństwa Publicznego w Krakowie prowadził przeciwko niemu sprawę ewidencyjno-obserwacyjną. Rozpracowywany przez informatorów UB: „Dudzik”, „Bogdan”, „Cegielnia”, „Wasyl”. Od grudnia 1961 do kwietnia 1964 roku ponownie operacyjnie obserwowany przez SB. Do sierpnia 1988 roku był w operacyjnym zainteresowaniu Wydziału III WUSW w Nowym Sączu.
Pełnił wiele funkcji społecznych w Zakopanem: wiceprzewodniczącego Miejskiej Rady Narodowej, prezesa koła ZBoWiD (1956–1958). W 1989 roku był współzałożycielem oddziału Związku Sybiraków.
Wziął udział w realizacji filmu dokumentalnego w reżyserii Pawła Kędzierskiego „My, Cichociemni. Głosy żyjących”, gdzie w scenach fabularnych jego postać odtwarzał Mateusz Ławrynowicz.
Zmarł 5 grudnia 2007 roku w Zakopanem, został pochowany na Cmentarzu Wojskowym na Powązkach w Warszawie (kwatera FII-8-3).

## Awanse
- starszy szeregowy – 21 kwietnia 1942 roku
- podporucznik – 18 października 1944 roku
- porucznik –
- kapitan –

## Ordery i odznaczenia
- Krzyż Srebrny Orderu Virtuti Militari
- Krzyż Kawalerski Orderu Odrodzenia Polski
- Krzyż Walecznych
- Złoty Krzyż Zasługi

## Życie rodzinne
Był synem Pawła, rolnika, i Tekli z domu Gomułki. Ożenił się z Marią Roszkowską (1915–2009). Stryj dziennikarza Marka Przybylika.